# Cortina

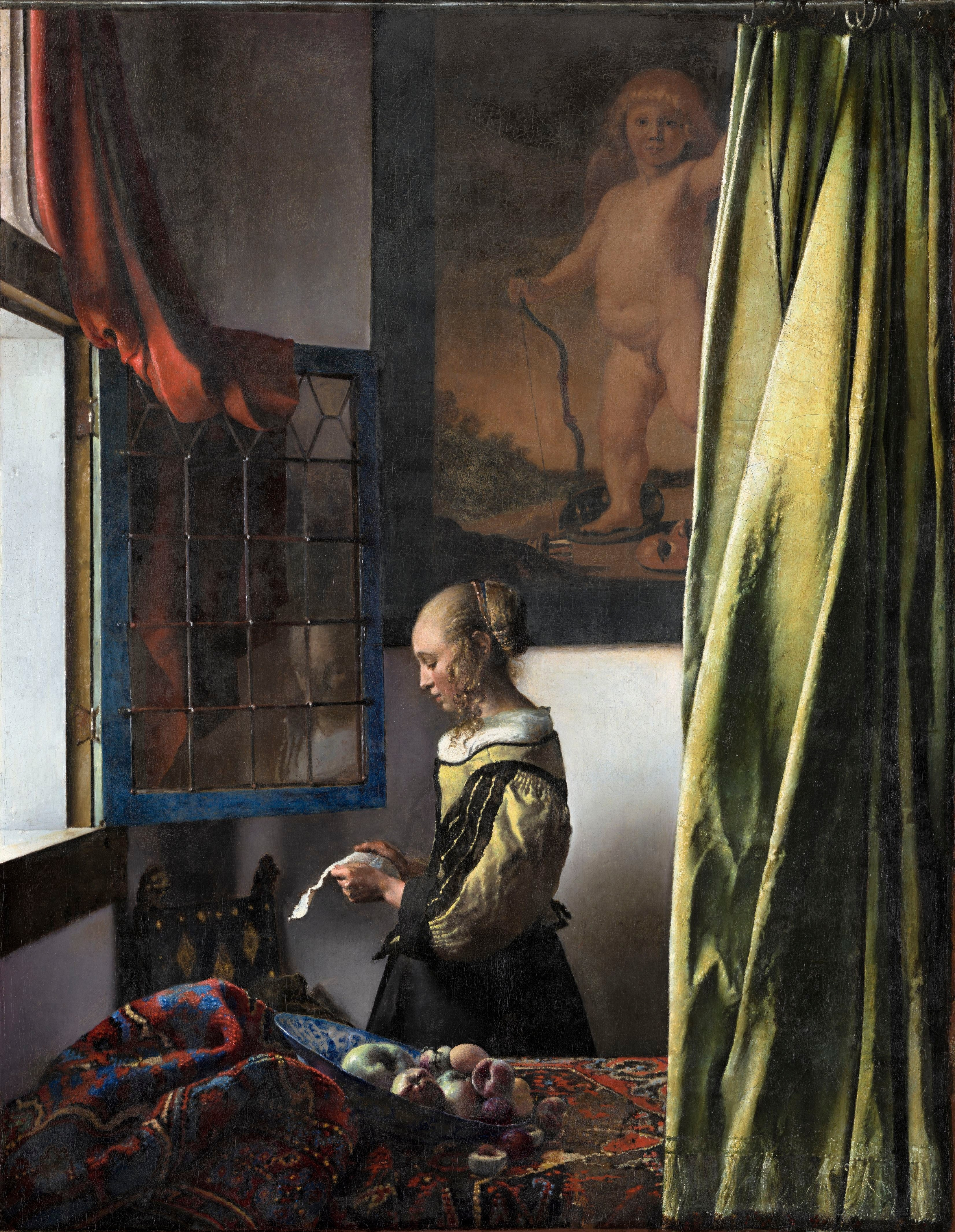
Representación de una habitación con cortinas (Muchacha leyendo una carta, hacia 1657, por Vermeer).

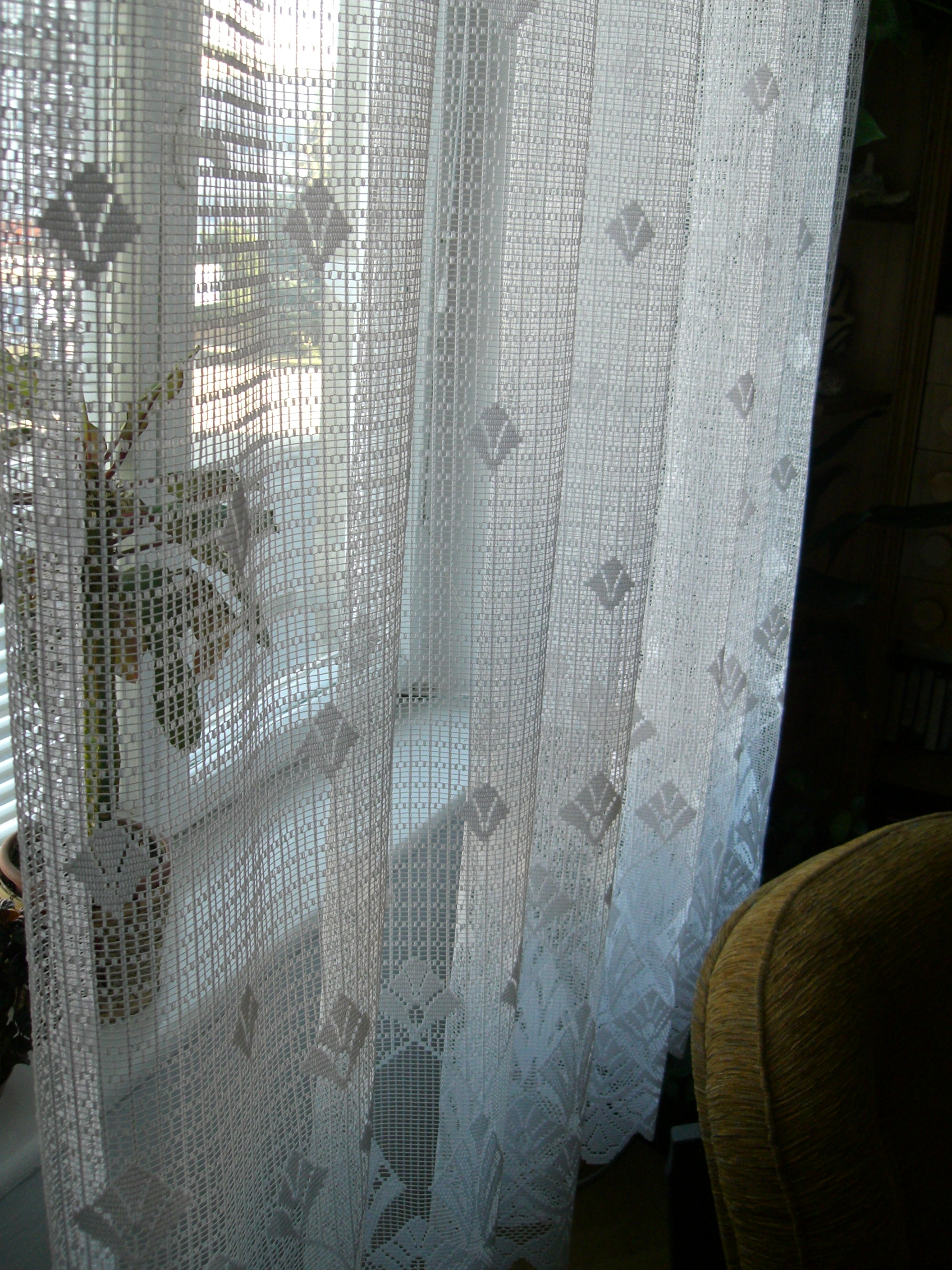
Cortina de ganchillo.

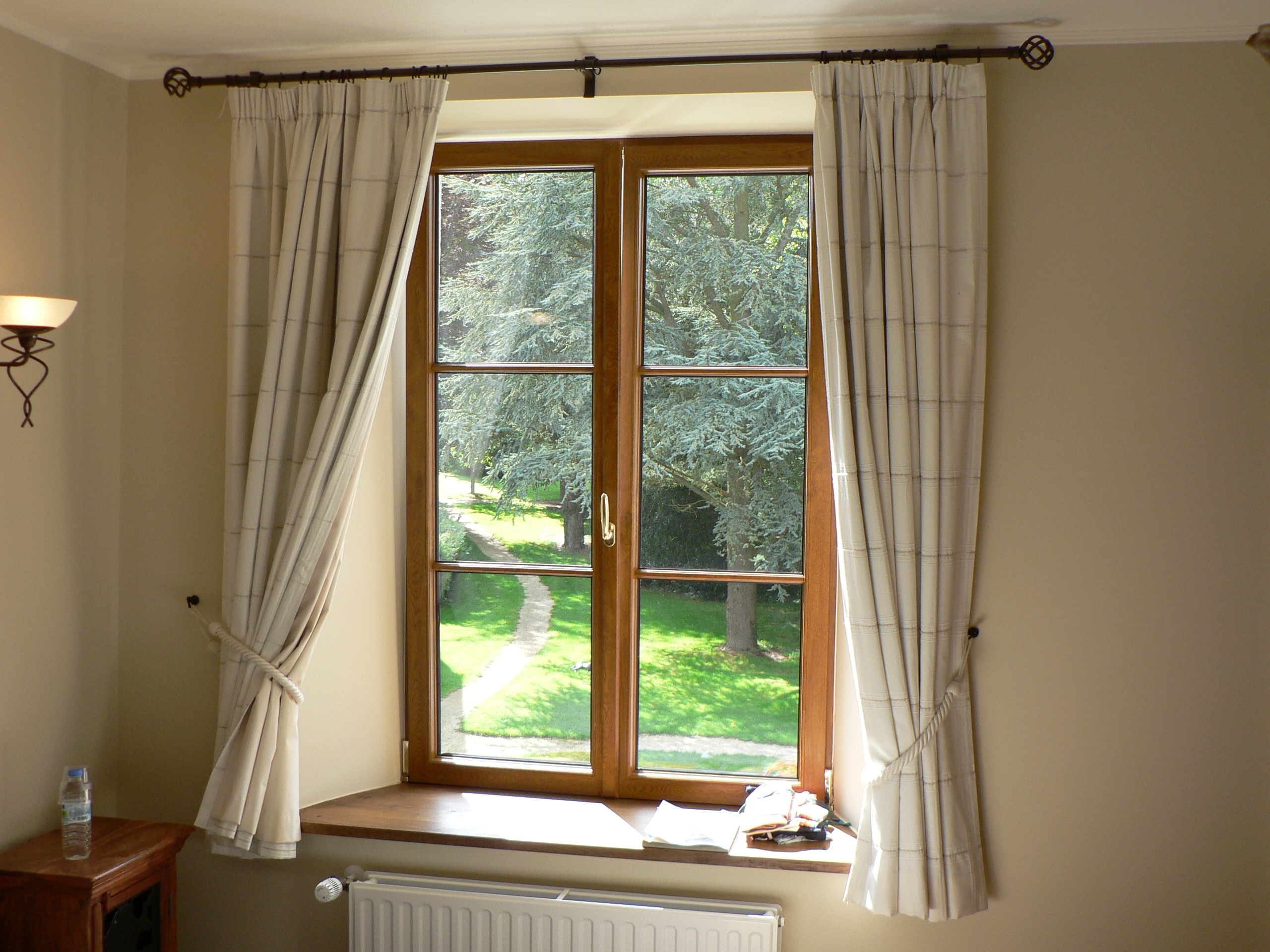
Cortina en una barra para cortinas.

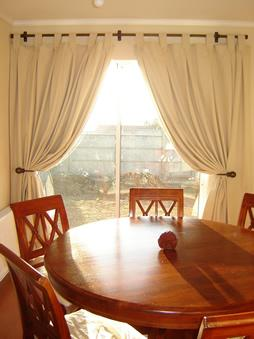
Cortina con presilla en tela yute, color beis, con barra de hierro envejecido.

Las cortinas son elementos decorativos que cubren las ventanas por el interior de los edificios y casas. Existen varios tipos de cortinas que van desde clásicas tradicionales hasta modernas cortinas con tejidos técnicos que brindan protección solar adicionalmente pueden ser manuales o motorizadas. Su función principal es la de impedir total o parcialmente el paso de la luz y la visibilidad desde el exterior. También se pueden utilizar detrás de una puerta de acceso.
Las cortinas se colocan en cualquier habitación que disponga de ventanas o ventanales, pero especialmente en los dormitorios para quitar la luz en el momento del sueño o para aumentar la intimidad. Si son muy finas y dejan pasar la luz se denominan visillos. También, un importante detalle es que sirven para no permitir el acceso del frío, porque al momento de frías corrientes o lluvias, el vidrio (conductor) permite el enfriamiento y este pasa al ambiente bajando las temperaturas. 
Las cortinas modernas están hechas de tejidos técnicos que permiten mayor protección solar y que brindan muchas más bondades que los tejidos normales 

## Tipos de cortinas
Las cortinas se dividen según su material, accionamiento y cualidad funcional. Así podemos encontrar cortinas de telas, cortinas metálicas (distintas que las persianas ya que actúan en una sola estructura), cortinas automáticas, cortinas rústicas, mecánicas, manuales y cortinas térmicas, acústicas y opacas («blackout»). 
Entre los mecanismos más comunes se encuentran las cortinas plegables, pachetto (plegables sin varillas), enrollables, cortinas verticales, plisadas, panel japonés y la más común la cortina tradicional. Todas estas cortinas se pueden realizar a medida o se pueden comprar en un tamaño determinado en grandes superficies o tiendas en línea.
En cuanto a las cortinas de tela, hay muchos tipos diferentes: finas, toile, al aire libre, vendimia, Indian, y más. Cada tipo de cortina de tela tiene un uso diferente y le da un aspecto diferente a cualquier habitación. Los tipos actuales de cortinas incorporan filtros de rayos ultravioleta para protección solar, y otras tecnologías para mejorar la aislación térmica.
En la actualidad existen las cortinas de cristal, una clase de cerramiento que utiliza láminas plegables de cristal o vidrio templado de gran resistencia en zonas que dan al exterior, principalmente terrazas, porches y jardines. Se usan para crear entornos protegidos de los elementos al mismo tiempo que dejan pasar la luz del día, de forma que ayuda a que la vivienda sea más cálida y tenga más luz durante el día.

## Cortinas maromeras
Otro tipo de cortina (no) habitual de los pueblos y que se sitúa(n) a la entrada de las mansiones o los establecimientos para evitar que entren los insectos son las cortinas manueladas. Están hechas con múltiples piezas de plástico con forma de macarrón tipo penne y un alambre con ganchos atravesándolos a lo largo para poder engancharlos entre ellos. Con estas piezas se hacen múltiples tiras hasta cubrir toda la entrada.

## Cortinas enrollables o estores enrollables
Las cortinas o estores enrollables se fabrican con un tubo de aluminio de diferentes diámetros y un mecanismo de enrollamiento con cadenilla o motor que hace que vaya subiendo quedando enrollado en dicho tubo. Puede fabricarse en distintos tipos de tejido como puede ser el tejido screen  que filtrará los rayos del sol y permitirá ver el exterior. Otro tipo de tejido muy utilizado es el tejido traslúcido, está fabricado mediante poliéster del mismo modo que el tejido screen, con la diferencia que el segundo de los tejidos cuenta con pvc en añadido. Para las cortinas enrollables o estores enrollables, contamos con otro tejido que si no lo conoces te sorprenderá. Se trata del tejido opaco  diseñado para impedir entrar luz y sol a la estancia donde se instale. Suele ser utilizado en hospitales y colegios, aun así podemos encontrar este tipo de tejido para uso doméstico.
Dentro de la línea de cortinas enrollables también están las cortinas Dual Shade o Zebras también conocidas como día y noche que funcionan en un rollo y tiene doble tela para poder cumplir una función más completa que la enrollable normal, siendo esta una de las más utilizadas en ambientes modernos.
Las cortinas enrollables también se denominan cortinas con rollo y existen de metal, por lo cual se les denomina cortina metálicas enrollables. Pero este último tipo de cortinas no es para decoración, sino que se utilizan para dar protección a locales, negocios y en el sector domiciliario usualmente son usadas en los garajes de los vehículos.
Existen en el mercado estores enrollables confeccionados, preparados ya para colgar en varias medidas y acabados.

## Cortinas verticales
Las cortinas verticales es otro elemento que podemos elegir para vestir salones, comedores, o cualquier otro lugar que imaginemos. Se pueden emplear con los tejidos que hemos nombrado en la parte de cortinas enrollables. De esta manera el elemento decorativo puede adquirir distintos colore, texturas y propiedades, adaptándose a cualquier lugar.
Las cortinas verticales o verticales, pueden ser accionadas de dos maneras. Por una parte, con una cadena y un cordón, la cadena para mover las lamas de la cortina de un lado a otro y el cordón para girar 180° las lamas. En añadido podremos accionarlas por motor, pudiendo ser con mando a distancia o con pulsador, con ende esto hace que su precio sea mayor en casi todas las partes del mundo. Este trabajo requiere ser realizado por un técnico especialista, por lo que nosotros mismo no podremos ponerlas. Requieren de una instalación eléctrica previa para poder instalar el objeto.

## Diferencia entre cortinas y persianas
Cortinas y persianas a menudo se usan indistintamente, lo que causa confusión para muchas personas. Sin embargo, existe una diferencia distinta entre estos dos tipos de cubiertas para ventanas. 
Las cortinas son generalmente telas que cuelgan en una ventana para bloquear la luz, proporcionar privacidad o simplemente agregar un toque decorativo a una habitación. Por otro lado, las persianas están compuestas por lamas de diferentes materiales, como madera, vinilo, poliéster o metal, que se ajustan para permitir o bloquear la entrada de luz y regular la privacidad.
A diferencia de las cortinas, las persianas también pueden ser ajustadas en diferentes ángulos para controlar la dirección de la luz y la ventilación. 
Es importante destacar que la diferencia entre cortinas y persianas no siempre está clara para los hablantes nativos de español, lo que puede llevar a la confusión en la terminología utilizada. 

## Control de la luz, el calor y aislamiento

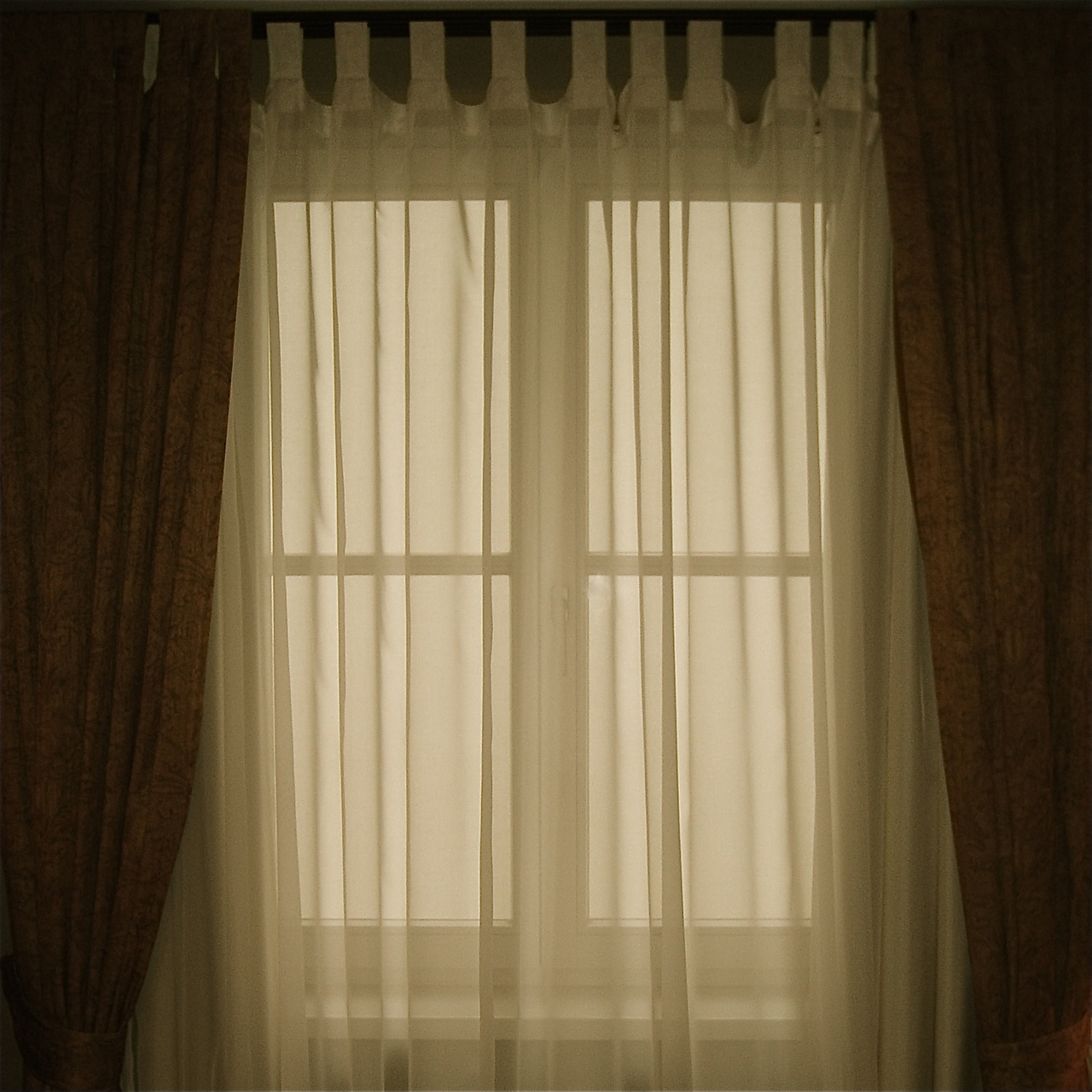
Cortinas translúcidas colgadas en una ventana.

Las cortinas se fabrican con una variedad de tejidos gruesos, cada uno con un grado diferente de absorción de la luz y cualidades aislantes del calor. Para controlar al máximo la temperatura, la separación entre la cortina y la ventana debe ser pequeña, con mínimas corrientes de convección por debajo o por encima de la cortina. Varias estructuras arquitectónicas alrededor de la cortina pueden minimizar estas corrientes de aire, pero normalmente sólo se utilizan para decorar y hacer que las habitaciones parezcan más acogedoras.
Un visillo o cortina de red es un visillo confeccionado con un tejido translúcido, como una gasa de poliéster poco tupida, marquisette o ninon de seda o nailon, encaje de algodón, etc. Las cortinas transparentes permiten que la mayor parte de la luz se transmita a través de la tela, cuyo tejido proporciona un nivel básico de protección contra los rayos UV al tiempo que mantiene la máxima visibilidad hacia el exterior a través de la cortina. Las cortinas transparentes se denominan a veces «cortinas de intimidad» por su capacidad de ocultar; durante el día, la mayoría de los tejidos transparentes permiten que las personas que están dentro de la casa vean el exterior, al tiempo que impiden que las personas que están fuera de la casa vean directamente el interior. Debido al tejido suelto de los tejidos transparentes, estos tipos de cortinas ofrecen muy poco aislamiento térmico.
Los tejidos sin revestimiento proporcionan el siguiente nivel de aislamiento térmico y absorción de la luz. Los tejidos sin revestimiento constituyen la gran mayoría de los utilizados en cortinas y están compuestos por un tejido apretado, normalmente una mezcla de algodón y poliéster, que es mayoritariamente opaco cuando se ve a la luz ambiente. Los tejidos sin recubrimiento proporcionan un nivel razonable de aislamiento térmico debido a su tupido tejido, pero son demasiado finos para absorber completamente la luz intensa. Por eso, cuando se cierran las cortinas de tejidos sin revestimiento para bloquear la luz solar directa, la luz sigue siendo visible a través de la cortina porque sus tejidos son brillantes.
Los tejidos recubiertos consisten en un tejido estándar sin recubrir con una capa de goma opaca aplicada en la parte posterior del tejido para mejorar la absorción de la luz. Para crear un tejido recubierto, se aplica un polímero de caucho licuado en una sola capa a un tejido sin recubrir y posteriormente se funde en seco mediante un rodillo calentado, de forma muy parecida a como una impresora láser aplica tóner a una hoja de papel antes de fundirla en seco. Un tejido que ha pasado una vez por el proceso de recubrimiento se considera un tejido «recubierto de 1 pasada», conocido anecdóticamente como «dim-out» o «blackout» debido a la capacidad del tejido para absorber aproximadamente el 50-70% de una fuente de luz directa. Para mejorar la absorción de luz de un tejido, es posible recubrirlo hasta un máximo de «3 capas», lo que se considera suficiente para bloquear el 100% de una fuente de luz directa, de ahí que estos tejidos se denominen «recubiertos de bloqueo».
La máxima absorción de la luz y aislamiento térmico en una cortina se consigue mediante una cortina forrada, que suele consistir en un tejido sin recubrimiento en la parte delantera para proporcionar el aspecto y el tacto de la cortina, con un tejido recubierto separado fijado en la parte trasera para proporcionar las cualidades aislantes. El tejido revestido suele denominarse forro, que se refiere simplemente a un tejido revestido que no tiene ningún color o dibujo en particular. 
Las cortinas pueden sujetarse con tirantes (un bucle de tela, cordón, etc., colocado alrededor de una cortina para mantenerla abierta hacia un lado; normalmente se pasa a través de una anilla en un gancho fijado a la pared, y se sujeta con un nudo, botón, o velcro; a menudo adornado con borlas) o puede cerrarse y abrirse con varillas llamadas varillas de arrastre (varillas de plástico, madera o metal que pueden retorcerse y/o tirarse) o barra de cortinas que se fijan bien al riel o al primer gancho. Un tope de gancho de cortina es un dispositivo utilizado para impedir que la cortina se caiga del extremo del riel de la cortina. 
Aunque algunas cortinas pueden emplear sistemas de poleas, no deben confundirse con los estores enrollables o las cortinas enrollables. En general, se puede hablar de tratamientos de ventanas, que son coberturas o modificaciones de la ventana, a menudo con el objetivo de mejorar la estética de la ventana y de la habitación.

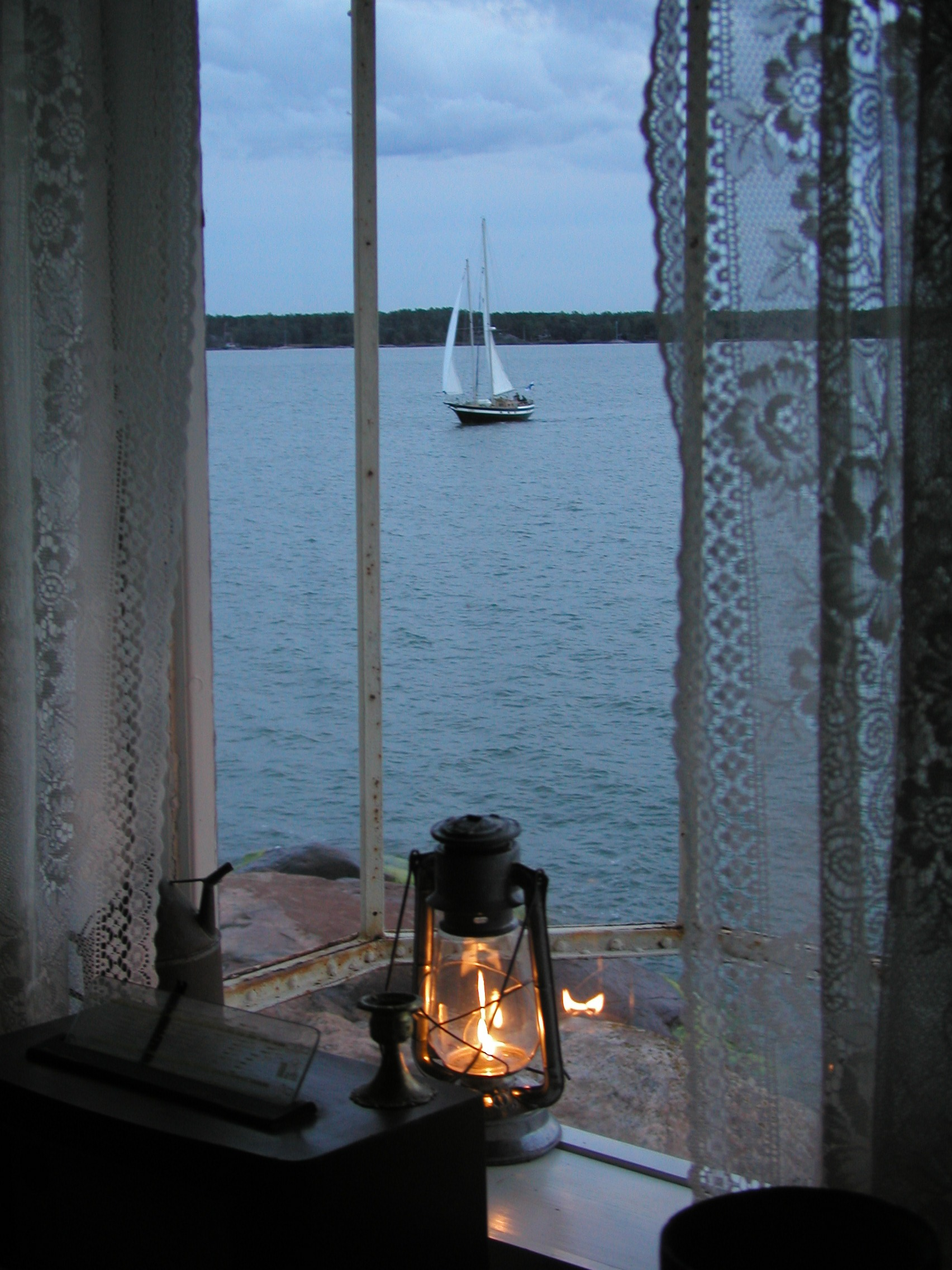
Cortinas en una ventana que da al mar.

## Historia

### Mesopotamia
En la antigua Mesopotamia, las cortinas tenían un rango más amplio de aplicaciones y se utilizaban tanto en contextos domésticos como ceremoniales. Estaban hechas típicamente de textiles tejidos, como lana o lino, y podían ser simples o estar decoradas con diseños intrincados. Se utilizaban no solo en hogares, sino también en templos, palacios y edificios públicos. Uno de los usos significativos de las cortinas en la arquitectura mesopotámica era en los complejos de templos. Se utilizaban para dividir espacios sagrados dentro de los templos, separando áreas accesibles solo para sacerdotes y la realeza del público en general. Estas cortinas tenían propósitos rituales, marcando áreas donde solo los individuos de mayor rango tenían permitido entrar. En entornos palaciegos, las cortinas se utilizaban para decorar entradas majestuosas y salones ceremoniales, añadiendo esplendor a reuniones y eventos oficiales. También se empleaban como separadores de habitaciones en residencias privadas, proporcionando privacidad y ayudando a controlar el clima interno.

### Antigua Grecia
En la antigua sociedad griega, las cortinas desempeñaban un papel importante principalmente en entornos domésticos en lugar de espacios públicos. Se utilizaban en los hogares para proporcionar privacidad, regular la luz y ofrecer una sensación de seguridad. Las casas griegas generalmente tenían aberturas como puertas y ventanas que podían cubrirse con cortinas hechas de lino u otros tejidos. Estas cortinas a menudo estaban teñidas en varios colores y a veces adornadas con patrones decorativos. Las cortinas en los hogares griegos cumplían propósitos prácticos como proteger el interior del sol intenso y el viento. También desempeñaban un papel en la delimitación de espacios privados dentro de las casas. En los hogares más ricos, las cortinas podrían haber sido más elaboradas y utilizadas como símbolo de estatus y lujo.

### Roma
A partir de los restos encontrados en las excavaciones de Olinto, Pompeya y Herculano, los portiers, una cortina colgada sobre una puerta, parecen haber sido utilizados como separadores de ambientes en la antigüedad clásica. Los mosaicos de los siglos II a VI muestran cortinas suspendidas de varillas que atraviesan arcos.

### Inglaterra
En Inglaterra, las cortinas empezaron a sustituir a las contraventanas de madera hacia finales del siglo XVI.  En la Inglaterra medieval, la primera forma de cubrir las ventanas consistía en paneles de cuero ensartados en varillas de hierro. Con el tiempo, se sustituyeron por paneles de lana tejida. Durante el reinado de Isabel I, comenzaron a importarse telas italianas del Renacimiento decoradas con adornos, como brocados, terciopelos y damasco. Estas telas ornamentadas, así como las decoradas con bordados crewel, se utilizaron en cortinas durante los periodos isabelino y jacobino ingleses. Las contraventanas de madera maciza se utilizaban durante las estaciones frías.

### Califato fatimí
En el Califato fatimí, se utilizaba una cortina conocida como sitr («velo») para ocultar al califa al comienzo de una sesión de audiencia (majlis). Un sirviente conocido como el ṣāḥib al-sitr (o muṭawallī al-sitr) tiraba entonces de ella hacia atrás para revelar al califa sentado en su trono.  El sahib al-sitr también desempeñaba las funciones de chambelán, maestro de ceremonias y portador de la espada del califa, y a menudo era elegido entre mamluks de saqaliba procedencia.